# Virtus Schade
Virtus Schade (11. juli 1935 i København – 5. november 1995 smst) var en dansk forfatter, journalist og lejlighedsvis digter. Søn af den kendte digter Jens August Schade og journalisten Guri Bang. I 1954 blev han gift med journalisten Dida Kaas, med hvem han samme år fik sønnen Tobermory (Toby) Kaas. De blev skilt i 1960 og han blev senere gift med designeren og tekstilkunstneren Roselil Baaring (datter af malerinden Maggi Baaring), som han fik børnene Christian Schade (født 1967) og Katrine Schade (født 1969) med. I 1980 blev han gift med journalist Britta Ostenfeld og samme år fik de datteren Yael Schade. Han blev i 1987 gift med malerinden Karin-Lissa Brüel, som han levede sammen med indtil sin i død november 1995.
Virtus Schade var en af sin tids kendte kunstkritikere og en kontroversiel københavnerpersonlighed. Udover at have været en drivkraft for den moderne kunsts fremmarch, herunder COBRA-kunstnerne, blev Virtus Schade en anerkendt dansk journalist – de sidste 15 år af karrieren (for Berlingske Tidende) med speciale i portrætartikler af vigtige danske personligheder, herunder flere interviews med (samt en kunstbog om) dronning Margrethe 2.
Hans store produktivitet førte desuden til en lang række bogudgivelser og andre publicistprojekter – både digte, kriminalromaner, børnebøger, foredrag, talrige artikler og forord mv. Emnerne var mange, fra religion til vegetarmad – sidstnævnte nok især afledt af, at han siden barndommen var vegetar (i øvrigt som sin mor). Han var kristen, men havde en særlig personlig interesse for jødedommen, der førte til både bogudgivelser, talrige artikler om emnet samt rejser til Israel.
Virtus Schade var i mange år aktiv frimurer i Den Danske Frimurerorden.
Han er stedt til hvile på Assistens Kirkegård i København.

## Karriereforløb
- Journalist på Demokraten i Århus
- Redaktør af tidsskriftet Kunst
- Kunstredaktør på Weekendavisen
- Chefredaktør på lokalavisen Villabyerne
- Portrætjournalist på Berlingske Tidende

## Udgivelser
- Uden forsyn, digte, forlag ukendt, 1951
- Fra evige øjeblikke, digte, Borgen 1952
- Den hemmelighedsfulde fløjte, kinesiske digte, Fremmed Lyrik 1955
- Mogens Balle, kunstbog, Kunstkredsen for Grafik og Skulptur 1956
- Bogen om Folmer Bonnén, kunstbog m. Helge Bonnén, H.B.-Forlag 1960
- Erling Jørgensen og hans maleri, kunstbog, Stig Vendelkjærs Forlag 1962
- Den lyse digter Schade, portrætbog om faderen, Stig Vendelkærs forlag 1963
- Asger Jorn – en dansk kunstner af verdensformat, kunstbog, Stig Vendelkærs Forlag 1965 og 1968
- Gruppe Passepartout af Virtus Schade. Kunst. 12. årg. 10/Maj 1966, s 227-229
- Bogen om Ritter, kunstbog, forlaget Magnus Pedersen København 1966
- 70'ernes kunstnere?, kunstbog, Stig Vendelkjærs Forlag 1966
- Carl-Henning Pedersen, kunstbog, Stig Vendelkærs forlag 1966
- Bogen om Heerup, kunstbog, Stig Vendelkærs forlag 1967
- Den ukendte Jens August Schade, portrætbog om faderen, Stig Vendelkærs forlag1968
- Cobra-loftet – et stykke levende kunsthistorie, kunstbog, Lyngby Kunstforening 1969
- Nik's malergård, kunstbog – 10-års jubilæumsskrift, Borup Bogtrykkeri 1970
- Lille Spire, børnebog (dukkespil), noder og singleplade (pladenummer 45-WH 1716) sm.m Roselil Schade, Wilhelm Hansens musik-forlag 1970
- Fantasiens maler, kunstbog om Carl-Henning Pedersen, Oplysningsforbundenes kunsttillæg 1970
- Friedrich Schröder, kaldet Sonnenstern : Et besøg hos en af den moderne kunsts mestre, kunstbog, forlag ukendt 1971
- COBRA – fra hoved til hale, kunstbog, eget forlag 1971
- Børnenes kunstbog, kunstbog (for børn), Forlaget Tommeliden 1972, ISBN 87-85184-26-8
- Poul Janus Ibsen/Lis Hooge Hansen, dobbelt kunstbog, Carlsberg Funktionærernes Kunstforening 1973
- Picasso, kunstbog, Berghaus 1973, ISBN 87-7306-000-3
- Hanne i fuglenes land – et dukkespil, drama for børn, Byg og Leg 1974, ISBN 87-997169-0-9
- Macholms forunderlige verden, kunstbog, Nordisk Litteratur Forlag 1975
- Sange fra falgebakken, digte af Christian Morgenstern, gendigtet på dansk, Schønberg 1976, ISBN 87-570-0900-7
- Lille lam på den grønne eng – nogle erindringer om en barndom, erindringer, eget forlag 1977, ISBN 87-570-0954-6
- Claus Bojesens Utopia, kunstbog – bind 1 i serien Passepartout Biblioteket, Institute of Actaul Art 1977, ISBN 87-7326-000-2
- For højeste GYRR, kunstbog, Institute of Actual Art 1977
- Møder med kunstnere i Weekendavisen, kunstbog, eget forlag 1977 – Berlingske Bogtrykkeri, ISBN 87-980549-1-0
- Leif Madsen, kunstbog, Galerie Asbæk 1977, ISBN 87-87424-11-8
- 20 profiler i dansk grafik, kunstbog, CArit Andersen 1977, ISBN 87-424-4195-1
- Den gamle kone i kaffekoppen, børnebog (illustreret af Maggi Baaring), Branner og Korch 1978, ISBN 87-411-4802-9
- Carl Beckers verden, kunstbog, Sokkelund Herred 1978,
- Schade i spejlet, portrætbog om faderen, Panduro & Pandolfini 1978, ISBN 87-411-4802-9
- Kongens Kanariefugl, historisk detektivroman om Johan Herman Wessel, Schønberg1979, ISBN 87-570-0803-5
- Eventyrets realisme, kunstbog – bind 2 i serien Passepartout Biblioteket, Institute of Actual Art 1979, ISBN 87-7326-014-2
- Tarlochan Oberoi – Symbols behind the eye, kunstbog, SUNRISE Copenhagen 1980, ISBN 87-981049-1-8
- Opart & Oberoi, kunstbog om Tarlochan Oberoi, Institute of Actual Art 1980, ISBN 87-7326-018-5
- Det eksploderende sind, kunstbog om Peder Rosenstand, Dalsgaard 1980, ISBN 87-87877-06-6
- Der kommer en vegetar til middag, kogebog, Forlaget Sesam 1981, ISBN 87-7324-762-6
- Galerie Passepartout, kunstbog – bind 4 i serien Passepartout Biblioteket, Galerie passepartout 1981
- Jeg er jøde, børnebog om jødedommen, Stig Vendelkærs Forlag 1981, ISBN 87-416-1181-0
- Billedmager blandt bog-rygge (I Richard Levins verden), kunstbog, Rosenkilde og Baggers Forlag 1982,
- Fister Minister – britiske barnekammervers i vild omdigtning, børnebog, Gyldendal 1983, ISBN 87-00-41182-5
- Keramikhesten, der galoperede, kriminalistisk roman/novellesamling, Dalgaard 1983, ISBN 87-87877-26-0
- Peter Nyborg, kunstbog på dansk, engelsk og italiensk, Hernovs Forlag 1984, ISBN 87-7215-183-8
- Ole Bach Sørensen, kunstbog, Finn Jacobsens forlag 1985, ISBN 87-88646-08-4
- Collage om en kunstner – Erling Jørgensen, kunstbog, Finn Jaconsens Forlag 1985, ISBN 87-88646-15-7
- Kålhøgen og andre vers for store og små om vore fjedrede venner, digte – gendigtet, Leif Dalsgaards Forlag 1985, ISBN 87-87877-36-8
- Manden der købte drømme, kunstbog, Finn Jacobsen 1985, ISBN 87-88646-21-1
- Sangen om David, bibelsk ungdomsroman, Hernovs Forlag 1985, ISBN 87-7215-193-5
- En dør mod livet, kunstbog om maleren Wistremundo Artero Baez, Fr.G. Knutzons Bogtrykkeri 1988, ISBN 87-88949-10-9
- Margrethe R- en dronning som kunstner, kunstbog, Fr.G. Knutzons Bogtrykkeri 1988, ISBN 87-88949-14-1
- Tårespil for enhver, digte – del af en tre-generationers trilogi – forlaget Brage 1990, ISBN 87-7276-067-2
- Der kommer en kannibal til middag, kogebog for vegetarer og ikke-vegetarer, forlaget Sesam 1990, ISBN 87-7258-575-7
- Karin-Lissa, introduktionsfolder for hustruen, eget forlag 1990, ISBN 87-88949-08-7
- 25 Kendte Danskere i privatportræt, interviewbog, Forenede Udgivere A/S 1994, ISBN 87-90065-04-2
- Syvstjernens hemmelighed, alternativ medicin, Cosmofelt 1994, ISBN 87-89774-03-5
- Lille guds barn, erindringer, forlaget Sesam 1995, ISBN 87-7801-188-4